# Поликистоз почек
Поликисто́з почек (синоним: поликистозная болезнь почек, сокр. ПБП) представляет собой генетическое заболевание, проявляющееся кистозным перерождением паренхимы почек. Одна из форм поликистозной дисплазии почек. Болезнь затрагивает не только сами почки, но часто также другие органы (печень).

## Классификация
У человека выделяют две основные формы поликистозной болезни почек, различающиеся по типу наследования: аутосомно-рецессивная поликистозная болезнь почек (характерна для детского возраста) и аутосомно-доминантная поликистозная болезнь почек (чаще начинает проявляться в возрасте 30-50 лет).
Аутосомно-рецессивная поликистозная болезнь почек связана с мутацией гена PKHD1, который кодирует белок фиброцистин.
Аутосомно-доминантная поликистозная болезнь почек встречается в человеческой популяции с частотой 1/400 — 1/1000, являясь одной из наиболее распространённых генетических болезней. Общее количество больных в мире оценивается в 10-12 млн человек. 85 % случаев аутосомно-доминантного поликистоза почек вызваны мутацией гена PKD1, локализованном в регионе 16p13.3 и кодирующем белок полицистин-1 (в этом случае средний возраст развития терминальной почечной недостаточности составляет 54 года), 15 % случаев связаны с мутацией гена PKD2 в регионе 4q21 и кодирующем белок полицистин-2 (средний возраст развития терминальной почечной недостаточности составляет 74 года).
Аутосомно-доминантная поликистозная болезнь почек в 90 % случаев наследуется от родителей, тогда как примерно в 10 % случаев является результатом спонтанных мутаций гена.
Сами кистозные структуры бывают 2 видов:
1. Закрытые капсулы. Это замкнутые полости, которые не имеют связи с мочевыводящим протоком. Такая форма образований чаще определяется у новорождённых при аутосомно-рецессивном поликистозе почек.
2. Открытые. Представляют собой выпячивания стенок канальцев, которые сообщаются с лоханками. При возникновении таких форм, более характерных для аутосомно-доминантного поликистоза почек, выделительная функция органа сохраняется на протяжении длительного времени.[7]

Помимо этого, кисты в почках могут образовываться и при других заболеваниях, однако в этом случае их развитие связано с мутацией других генов.

## Причины
Поликистоз почек передается по наследству, в равной степени встречается и у мужчин, и у женщин.

## Механизмы развития
Аутосомно-доминантная и аутосомно-рецессивная поликистозная болезнь почек относится к цилиопатиям — группе заболеваний, для которых характерно нарушение нормальной работы ресничек на поверхности ряда клеток, за счет которых обеспечивается «прием» сигналов из внеклеточной среды. Белки полицистин-1, полицистин-2 и фиброцистин входят в состав первичных ресничек на поверхности клеток млекопитающих. В клетках эпителия почечных канальцев первичные реснички располагаются со стороны просвета почечных канальцев, и предполагается, что это обеспечивает их сенсорную функцию — чувствительность к току мочи.
В результате неправильного восприятия сигналов из-за нарушенной работы первичных ресничек в клетках почечного эпителия происходит накопление циклического аденозинмонофосфата, на снижение уровня которого направлено действие ряда экспериментальных методик лечения поликистоза почек.
На макроуровне для поликистоза характерно наличие множественных кист (отсюда название: поли- + киста + -оз) в обеих почках. Кисты образуются из-за повышенной пролиферации и дифференцировки эпителия канальцев нефрона. В результате вместо нормальных почечных канальцев образуются наполненные жидкостью пузырьки — кисты, что приводит к значительному увеличению объёма почек (вес почки больного может достигать 35 кг). Кисты в почке больного возникают фокально, не более чем в 2-5 % нефронов, но из-за увеличения объёма кист происходит сдавление соседних здоровых нефронов, и постепенно почка теряет фильтрующую функцию.
Кроме того, поскольку первичные реснички имеются в клетках других органов, при поликистозе почек также часто развиваются кисты в печени, поджелудочной железе, в сосудах головного мозга.

## Лечение
Необходимо отметить, что течение поликистоза почек зависит не только от дефектного гена, но и от многих других факторов (в частности, хороший контроль артериального давления и своевременное лечение сопутствующего пиелонефрита позволяет замедлить прогрессирование хронической почечной недостаточности). Роль артериального давления и других факторов в прогрессировании поликистоза почек должно выявить проходящее в настоящее время исследование HALT PKD.
В настоящее время в клинической практике не доказана эффективность и безопасность ни одного из существующих лекарств на коррекцию первичных механизмов развития поликистоза почек. Лечение состоит в симптоматической терапии, направленной на нормализацию артериального давления, лечение сопутствующего пиелонефрита, ренопротективной терапии для замедления развития хронической почечной недостаточности.
При развитии терминальной хронической почечной недостаточности пациенту необходима заместительная почечная терапия — гемодиализ, перитонеальный диализ, трансплантация почек.

## Образ жизни при поликистозе почек
Грамотный рацион питания и приема жидкостей позволяет существенно снизить темпы прогрессирования поликистоза и сопутствующих ему заболеваний (в том числе, отказ почек, гипертония и проч.). Рекомендации в плане рациона направлены в основном на поддержание низкого уровня артериального давления.
Больному поликистозом следует придерживаться следующих ограничений в плане питания:
1. Ограничение поступления солей натрия (прежде всего, поваренной соли, которая способствует повышению артериального давления и создает дополнительную нагрузку на почки).
2. Уменьшение в рационе жирной (холестерин) и белковой пищи.
3. Исключение из рациона продуктов, содержащих кофеин (кофе, чай, шоколад и т. п.), который существенно ускоряет рост кист.
4. Необходимо достаточное потребление жидкости.
Кроме этих мер, специалисты рекомендуют отказаться от курения, приема гормональных препаратов, лекарств, оказывающих токсическое действие на почки. Необходимо поддерживать низкий уровень артериального давления (за счет блокады системы ренин — ангиотензин — альдостерон): как правило, в пределах 130/90, в некоторых случаях рекомендуют — не выше 120/80.

## Экспериментальные методы лечения
Хотя апробированного в клинике эффективного лечения нет, во всем мире активно ведутся поиски препаратов, направленных на замедление роста кист и специфическое для поликистоза торможение развития почечной недостаточности.
В клинических исследованиях с участием людей активно исследуются препараты, действие которых связано с уменьшением накопления в клетках циклического аденозинмонофосфата (аналоги соматостатина, антагонисты V2-рецепторов вазопрессина, ингибиторы mTOR).
Имеется также ряд препаратов, которые исследовались только на лабораторных животных. В частности, О. Ю. Бескровной на лабораторных мышах показана возможность блокировать развитие ПБП ингибированием циклин-зависимых киназ (то есть остановкой пролиферации эпителия кисты), а также ингибированием синтеза гликозилцерамида.